# Žezlo
Žezlo (lat. sceptar) je, uz krunu, simbol najviše vlasti i časti vladara, vojskovođa i crkvenih dostojanstvenika. Sastoji se od štapa izrađenog od skupocjena drva ili plemenitog metala (zlato ili srebro) ukrašenog dragim kamenjem i biserima. Na vrhu se nalazi "glava" u obliku kugle s križem, sokola i slično.